# Giro di Polonia 2025
Il Giro di Polonia 2025, ottantaduesima edizione della corsa e valido come ventottesima prova del circuito UCI World Tour 2025, si svolse in sette tappe dal 4 al 10 agosto 2025, con partenza da Breslavia e arrivo a Wieliczka, in Polonia.
La vittoria fu appannaggio dello statunitense Brandon McNulty, il quale completò il percorso in 25h10'57", alla media di 42,724 km/h, precedendo gli italiani Antonio Tiberi e Matteo Sobrero.

## Tappe
| Tappa  | Data      | Percorso                                  | km     | Vincitore di tappa | Leader cl. generale |
| ------ | --------- | ----------------------------------------- | ------ | ------------------ | ------------------- |
| 1ª     | 4 agosto  | Breslavia > Legnica                       | 199,7  | Olav Kooij         | Olav Kooij          |
| 2ª     | 5 agosto  | Hotel Gołębiewski (Karpacz)) > Karpacz    | 149,4  | Paul Lapeira       | Paul Lapeira        |
| 3ª     | 6 agosto  | Wałbrzych > Wałbrzych                     | 159,3  | Ben Turner         | Paul Lapeira        |
| 4ª     | 7 agosto  | Rybnik > Cieszyn                          | 201,4  | Paul Magnier       | Paul Lapeira        |
| 5ª     | 8 agosto  | Katowice > Zakopane                       | 206,1  | Matthew Brennan    | Paul Lapeira        |
| 6ª     | 9 agosto  | Bukowina Resort > Bukowina Tatrzańska     | 147,5  | Victor Langellotti | Victor Langellotti  |
| 7ª     | 10 agosto | Wieliczka > Wieliczka (cron. individuale) | 12,5   | Brandon McNulty    | Brandon McNulty     |
| Totale | Totale    | Totale                                    | 1075,9 |                    |                     |

## Squadre e corridori partecipanti
| N.      | Cod. | Squadra                         |
| ------- | ---- | ------------------------------- |
| 1-7     | TVL  | Team Visma-Lease a Bike         |
| 11-17   | ADC  | Alpecin-Deceuninck              |
| 21-27   | ARK  | Arkéa-B&B Hotels                |
| 31-37   | TBV  | Bahrain Victorious              |
| 41-47   | COF  | Cofidis                         |
| 51-57   | DAT  | Decathlon AG2R La Mondiale Team |
| 61-67   | EFE  | EF Education-EasyPost           |
| 71-77   | GFC  | Groupama-FDJ                    |
| 81-87   | IGD  | Ineos Grenadiers                |
| 91-97   | IWA  | Intermarché-Wanty               |
| 101-107 | LTK  | Lidl-Trek                       |

| N.      | Cod. | Squadra                 |
| ------- | ---- | ----------------------- |
| 111-117 | MOV  | Movistar Team           |
| 121-127 | RBH  | Red Bull-Bora-Hansgrohe |
| 131-137 | SOQ  | Soudal Quick-Step       |
| 141-148 | LOT  | Lotto                   |
| 151-157 | JAY  | Team Jayco AlUla        |
| 161-167 | TPP  | Team Picnic PostNL      |
| 171-177 | UAD  | UAE Team Emirates XRG   |
| 181-187 | XAT  | XDS Astana Team         |
| 191-197 | IPT  | Israel-Premier Tech     |
| 201-207 | TUD  | Tudor Pro Cycling Team  |
| 211-217 | POL  | Polonia                 |

## Dettagli delle tappe

### 1ª Tappa
- 4 agosto: Breslavia > Legnica – 199,7 km

Risultati
| Pos. | Corridore        | Squadra | Tempo    |
| ---- | ---------------- | ------- | -------- |
| 1    | Olav Kooij       | Visma   | 4h26'36" |
| 2    | Paul Magnier     | Soudal  | s.t.     |
| 3    | Jensen Plowright | Alpecin | s.t.     |

| Pos. | Corridore       | Squadra | Tempo    |
| ---- | --------------- | ------- | -------- |
| 1    | Olav Kooij      | Visma   | 4h26'26" |
| 2    | Donavan Grondin | Arkéa   | a 2"     |
| 3    | Paul Magnier    | Soudal  | a 4"     |

### 2ª Tappa
- 5 agosto: Hotel Gołębiewski (Karpacz)) > Karpacz – 149,4 km

Risultati
| Pos. | Corridore          | Squadra   | Tempo    |
| ---- | ------------------ | --------- | -------- |
| 1    | Paul Lapeira       | Decathlon | 3h29'58" |
| 2    | Mathias Vacek      | Lidl      | a 2"     |
| 3    | Victor Langellotti | Ineos     | s.t.     |

| Pos. | Corridore          | Squadra   | Tempo    |
| ---- | ------------------ | --------- | -------- |
| 1    | Paul Lapeira       | Decathlon | 7h56'24" |
| 2    | Mathias Vacek      | Lidl      | a 6"     |
| 3    | Victor Langellotti | Ineos     | a 8"     |

### 3ª Tappa
- 6 agosto: Wałbrzych > Wałbrzych - 159,3 km

Risultati
| Pos. | Corridore      | Squadra | Tempo    |
| ---- | -------------- | ------- | -------- |
| 1    | Ben Turner     | Ineos   | 4h00'46" |
| 2    | Pello Bilbao   | Bahrain | s.t.     |
| 3    | Andrea Bagioli | Lidl    | s.t.     |

| Pos. | Corridore          | Squadra   | Tempo     |
| ---- | ------------------ | --------- | --------- |
| 1    | Paul Lapeira       | Decathlon | 11h57'10" |
| 2    | Victor Langellotti | Ineos     | a 8"      |
| 3    | Jan Christen       | UAE       | a 12"     |

### 4ª Tappa
- 7 agosto: Rybnik > Cieszyn - 201,4 km

Risultati
| Pos. | Corridore           | Squadra | Tempo    |
| ---- | ------------------- | ------- | -------- |
| 1    | Paul Magnier        | Soudal  | 4h36'09" |
| 2    | Ben Turner          | Ineos   | s.t.     |
| 3    | Tim Torn Teutenberg | Lidl    | s.t.     |

| Pos. | Corridore          | Squadra   | Tempo     |
| ---- | ------------------ | --------- | --------- |
| 1    | Paul Lapeira       | Decathlon | 16h33'19" |
| 2    | Victor Langellotti | Ineos     | a 8"      |
| 3    | Jan Christen       | UAE       | a 12"     |

### 5ª Tappa
- 8 agosto: Katowice > Zakopane - 206,1 km

Risultati
| Pos. | Corridore       | Squadra | Tempo    |
| ---- | --------------- | ------- | -------- |
| 1    | Matthew Brennan | Visma   | 4h50'04" |
| 2    | Ben Turner      | Ineos   | s.t.     |
| 3    | Andrea Bagioli  | Lidl    | s.t.     |

| Pos. | Corridore          | Squadra   | Tempo     |
| ---- | ------------------ | --------- | --------- |
| 1    | Paul Lapeira       | Decathlon | 21h23'23" |
| 2    | Victor Langellotti | Ineos     | a 8"      |
| 3    | Jan Christen       | UAE       | a 12"     |

### 6ª Tappa
- 9 agosto: Bukowina Resort > Bukowina Tatrzańska - 147,5 km

Risultati
| Pos. | Corridore          | Squadra | Tempo    |
| ---- | ------------------ | ------- | -------- |
| 1    | Victor Langellotti | Ineos   | 3h32'58" |
| 2    | Brandon McNulty    | UAE     | s.t.     |
| 3    | Pello Bilbao       | Bahrain | a 7"     |

| Pos. | Corridore          | Squadra | Tempo     |
| ---- | ------------------ | ------- | --------- |
| 1    | Victor Langellotti | Ineos   | 24h56'19" |
| 2    | Brandon McNulty    | UAE     | a 7"      |
| 3    | Antonio Tiberi     | Bahrain | a 20"     |

### 7ª Tappa
- 10 agosto: Wieliczka > Wieliczka - Cronometro individuale - 12,5 km

Risultati
| Pos. | Corridore       | Squadra  | Tempo  |
| ---- | --------------- | -------- | ------ |
| 1    | Brandon McNulty | UAE      | 14'31" |
| 2    | Lorenzo Milesi  | Movistar | a 12"  |
| 3    | Matteo Sobrero  | Red Bull | a 15"  |

| Pos. | Corridore       | Squadra  | Tempo     |
| ---- | --------------- | -------- | --------- |
| 1    | Brandon McNulty | UAE      | 25h10'57" |
| 2    | Antonio Tiberi  | Bahrain  | a 29"     |
| 3    | Matteo Sobrero  | Red Bull | a 37"     |

## Evoluzione delle classifiche
| Tappa              | Vincitore          | Classifica generale Maglia gialla | Classifica a punti Maglia bianca | Classifica scalatori Maglia blu a pois | Classifica combattività Maglia blu | Classifica a squadre  |
| ------------------ | ------------------ | --------------------------------- | -------------------------------- | -------------------------------------- | ---------------------------------- | --------------------- |
| 1ª                 | Olav Kooij         | Olav Kooij                        | Olav Kooij                       | Bauke Mollema                          | Donavan Grondin                    | XDS Astana Team       |
| 2ª                 | Paul Lapeira       | Paul Lapeira                      | Paul Lapeira                     | Tomasz Budziński                       | Patryk Stosz                       | UAE Team Emirates XRG |
| 3ª                 | Ben Turner         | Paul Lapeira                      | Ben Turner                       | Timo Kielich                           | Patryk Stosz                       | UAE Team Emirates XRG |
| 4ª                 | Paul Magnier       | Paul Lapeira                      | Ben Turner                       | Timo Kielich                           | Patryk Stosz                       | UAE Team Emirates XRG |
| 5ª                 | Matthew Brennan    | Paul Lapeira                      | Ben Turner                       | Timo Kielich                           | Patryk Stosz                       | UAE Team Emirates XRG |
| 6ª                 | Victor Langellotti | Victor Langellotti                | Ben Turner                       | Timo Kielich                           | Patryk Stosz                       | UAE Team Emirates XRG |
| 7ª                 | Brandon McNulty    | Brandon McNulty                   | Ben Turner                       | Timo Kielich                           | Patryk Stosz                       | UAE Team Emirates XRG |
| Classifiche finali | Classifiche finali | Brandon McNulty                   | Ben Turner                       | Timo Kielich                           | Patryk Stosz                       | UAE Team Emirates XRG |

Maglie indossate da altri ciclisti in caso di due o più maglie vinte
- Nella 2ª tappa Paul Magnier ha indossato la maglia bianca al posto di Olav Kooij.
- Nella 3ª tappa Olav Kooij ha indossato la maglia bianca al posto di Paul Lapeira.

## Classifiche finali

### Classifica generale - Maglia gialla
| Pos. | Corridore          | Squadra  | Tempo     |
| ---- | ------------------ | -------- | --------- |
| 1    | Brandon McNulty    | UAE      | 25h10'57" |
| 2    | Antonio Tiberi     | Bahrain  | a 29"     |
| 3    | Matteo Sobrero     | Movistar | a 37"     |
| 4    | Jan Christen       | UAE      | a 39"     |
| 5    | Victor Langellotti | Ineos    | s.t.      |
| 6    | Alberto Bettiol    | XDS      | a 47"     |
| 7    | Marco Frigo        | Israel   | a 48"     |
| 8    | Rafał Majka        | UAE      | a 59"     |
| 9    | Pello Bilbao       | Bahrain  | a 1'02"   |
| 10   | Filippo Zana       | Jayco    | a 1'09"   |

### Classifica a punti - Maglia bianca
| Pos. | Corridore       | Squadra | Punti |
| ---- | --------------- | ------- | ----- |
| 1    | Ben Turner      | Ineos   | 88    |
| 2    | Jan Christen    | UAE     | 71    |
| 3    | Brandon McNulty | UAE     | 69    |
| 4    | Antonio Tiberi  | Bahrain | 65    |
| 5    | Pello Bilbao    | Bahrain | 55    |

### Classifica scalatori - Maglia blu a pois
| Pos. | Corridore        | Squadra | Punti |
| ---- | ---------------- | ------- | ----- |
| 1    | Timo Kielich     | Alpecin | 75    |
| 2    | Patrick Gamper   | Jayco   | 26    |
| 3    | Tomasz Budziński | Polonia | 23    |
| 4    | Antonio Tiberi   | Bahrain | 20    |
| 5    | Chris Hamilton   | Picnic  | 20    |

### Classifica combattività - Maglia blu
| Pos. | Corridore        | Squadra | Punti |
| ---- | ---------------- | ------- | ----- |
| 1    | Patryk Stosz     | Polonia | 11    |
| 2    | Timo Kielich     | Alpecin | 6     |
| 3    | Patrick Gamper   | Jayco   | 5     |
| 4    | Brandon McNulty  | UAE     | 3     |
| 5    | Jensen Plowright | Alpecin | 3     |

### Classifica a squadre
| Pos. | Squadra                 | Tempo     |
| ---- | ----------------------- | --------- |
| 1    | UAE Team Emirates XRG   | 75h34'39" |
| 2    | Israel-Premier Tech     | a 3'07"   |
| 3    | Bahrain Victorious      | a 5'33"   |
| 4    | Lidl-Trek               | a 7'24"   |
| 5    | Team Visma-Lease a Bike | a 11'55"  |